# Quel bandito sono io
Quel bandito sono io è un film del 1950 diretto da Mario Soldati.
Il film è tratto dall'omonima farsa teatrale del 1947 scritta da Peppino De Filippo.

## Trama
Il bandito americano Leo si trova con la sua banda a Napoli. Recatosi presso la Banca Anglo-Italiana per spacciare delle banconote false, scopre che Antonio Pellegrini, il cassiere, gli somiglia in maniera impressionante. Gli viene in mente di sfruttare l'occasione per tentare una rapina alla banca e incarica i suoi uomini di prendere informazioni su di lui.
Antonio è un tranquillo impiegato, sposato con la britannica Dorothy, e padre del piccolo Ciocio. La moglie ha un carattere irruente e avventuroso, il figlio è un bambino pestifero. Dalla Scozia sono arrivati anche i genitori di Dorothy: la suocera con un carattere autoritario e il suocero un po' fissato. La nuova cameriera della famiglia, infine, è la ex amante di Leo.
Leo ha cominciato una relazione con Rosana, ex amante di Faccia d'Angelo, ora detenuto in prigione. All'insaputa di Leo, gli uomini della sua banda pianificano di rapire Antonio e gli inviano una lettera minatoria. Dorothy pensa di chiedere aiuto al vicino di casa, l'avvocato Fofo Catoni, che invita tutta la famiglia a rifugiarsi nella sua villa di Sorrento.
Durante un party nella villa, arriva Faccia d'Angelo, evaso dalla prigione ed in cerca di Leo per vendicarsi. Vi trova Caradotti, un altro malfattore, che si spaccia per produttore cinematografico cercando di truffare l'avvocato Fofo Catoni. Antonio, scambiato per Leo, rischia di essere ammazzato da Faccia D'Angelo, ma l'avvocato Catoni lo ferma in tempo e a lo fa arrestare.
La famiglia Pellegrini torna a casa. Stavolta Leo riesce a far rapire Antonio dai suoi uomini. Ne prende il posto, si reca a casa sua e impone la sua autorità a tutti i componenti della scatenata famiglia, specialmente alla moglie Dorothy, che appare compiaciuta dall'atteggiamento più deciso del marito.
Durante la notte Leo si reca in banca, neutralizza il guardiano e ruba tutto il denaro. Lascia parte del bottino nell'appartamento di Antonio per scaricare su di lui tutta la colpa. Il Commissario Scaletti fa arrestare Antonio, che nel frattempo è ritornato a casa, ed è la stessa moglie a testimoniare di averlo visto uscire durante la notte per recarsi in banca.
Alla fine, però, la polizia arresta Leo e rilascia Antonio. La moglie e la suocera pensano di poter riprendere la loro posizione di supremazia in famiglia, ma Antonio si impone e si fa rispettare, come aveva già fatto in precedenza Leo.